# مورچه سمسوم

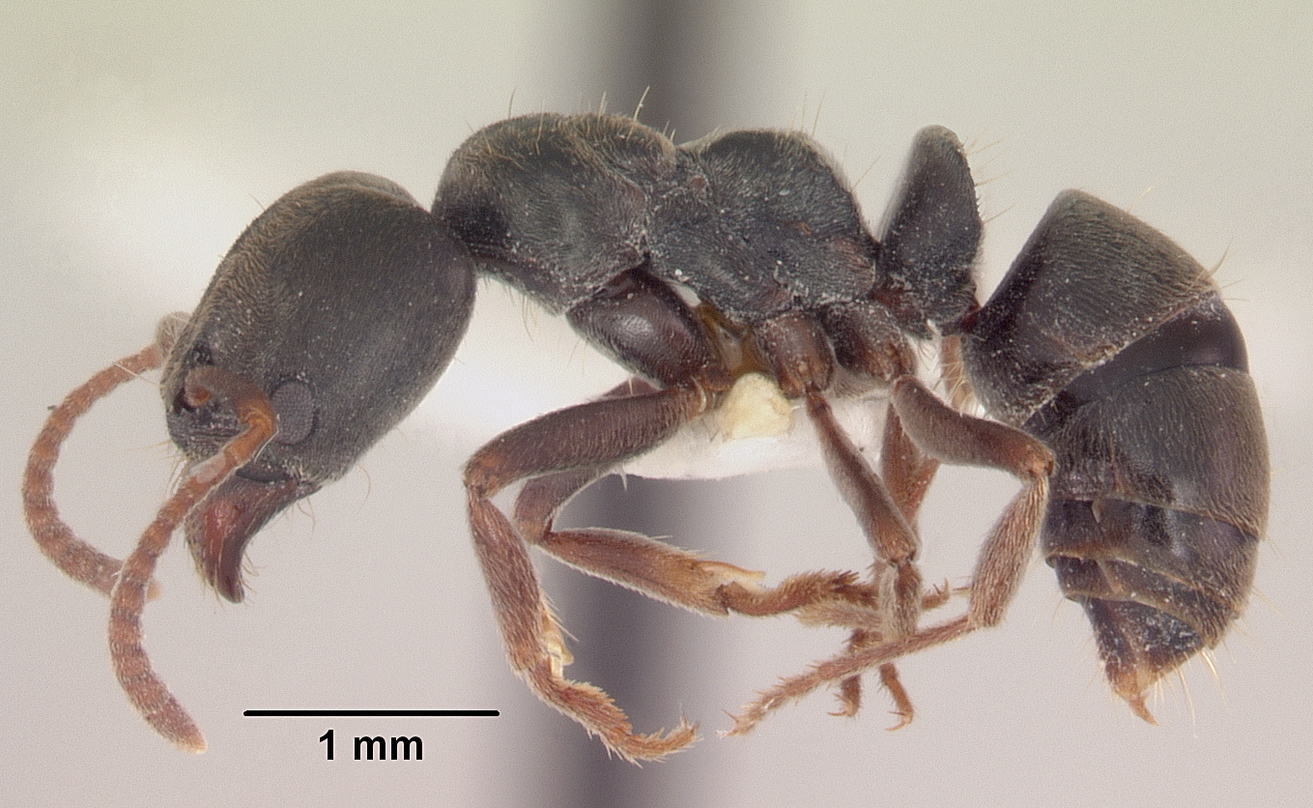

مورچه سمسوم (Brachyponera sennaarensis، که قبلاً با نام Pachycondyla sennaarensis شناخته می‌شد) گونه‌ای از مورچه‌های کمرباریک است که به‌طور گسترده‌ای در آفریقا و خاورمیانه زندگی می‌کنند. این مورچه به عنوان یک آفت خانگی رایج شناخته می‌شود و عضو سرده Brachyponera است. این گونه برای اولین بار توسط حشره‌شناس اتریشی گوستاو مایر در سال ۱۸۶۲ توصیف شد. مورچه سمسوم به خاطر نیش قوی‌اش شناخته شده است که در موارد نادر می‌تواند منجر به شوک آنافیلاکسی و مرگ شود.